# Juan Valdés Paz
Juan Valdes Paz (La Habana, 1938 -2021) fue  un sociólogo cubano. Ha publicado numerosos artículos y libros sobre temas agrarios y de sociología política. En los años 1960 fue fundador de la revista Pensamiento Crítico y su principal figura teórica, y durante dos décadas fue el principal teórico del Centro de Estudios sobre América
Reside en La Habana y pertenece a la Unión de Escritores de Cuba.
- Datos: Q5952741